# 23. ceremonia wręczenia Oscarów
23. ceremonia rozdania Oscarów odbyła się 29 marca 1951 w RKO Pantages Theatre w Los Angeles.

## Laureaci i nominowani
Dla wyróżnienia zwycięzców poszczególnych kategorii, napisano ich pogrubioną czcionką oraz umieszczono na przedzie (tj. poza kolejnością nominacji na oficjalnych listach).

### Najlepszy Film
- wytwórnia: 20th Century Fox − Wszystko o Ewie
- wytwórnia: Columbia Pictures − Urodzeni wczoraj
- wytwórnia: Metro-Goldwyn-Mayer − Ojciec panny młodej
- wytwórnia: Metro-Goldwyn-Mayer − Kopalnie króla Salomona
- wytwórnia: Paramount Pictures − Bulwar Zachodzącego Słońca

### Najlepszy Aktor
- José Ferrer − Cyrano de Bergerac
- Louis Calhern − The Magnificent Yankee
- William Holden − Bulwar Zachodzącego Słońca
- James Stewart − Harvey
- Spencer Tracy − Ojciec panny młodej

### Najlepsza Aktorka
- Judy Holliday − Urodzeni wczoraj
- Anne Baxter − Wszystko o Ewie
- Bette Davis − Wszystko o Ewie
- Eleanor Parker − Uwięziona
- Gloria Swanson − Bulwar Zachodzącego Słońca

### Najlepszy Aktor Drugoplanowy
- George Sanders − Wszystko o Ewie
- Jeff Chandler − Złamana strzała
- Edmund Gwenn − Mister 880
- Sam Jaffe − Asfaltowa dżungla
- Erich von Stroheim − Bulwar Zachodzącego Słońca

### Najlepsza Aktorka Drugoplanowa
- Josephine Hull − Harvey
- Hope Emerson − Uwięziona
- Celeste Holm − Wszystko o Ewie
- Nancy Olson − Bulwar Zachodzącego Słońca
- Thelma Ritter − Wszystko o Ewie

### Najlepszy Reżyser
- Joseph L. Mankiewicz − Wszystko o Ewie
- John Huston − Asfaltowa dżungla
- George Cukor − Urodzeni wczoraj
- Billy Wilder − Bulwar Zachodzącego Słońca
- Carol Reed − Trzeci człowiek

### Najlepszy Scenariusz Oryginalny
- Charles Brackett, Billy Wilder i D.M. Marshman Jr. − Bulwar Zachodzącego Słońca
- Ruth Gordon i Garson Kanin − Żebro Adama
- Virginia Kellogg, Bernard C. Schoenfeld − Uwięziona
- Carl Foreman − Pokłosie wojny
- Joseph L. Mankiewicz, Lesser Samuels − Bez wyjścia

### Najlepsze Materiały do Scenariusza
- Edna Anhalt i Edward Anhalt − Panika na ulicach
- Giuseppe De Santis i Carlo Lizzani − Gorzki ryż
- William Bowers i Andre de Toth − Jim Ringo Rewolwerowiec
- Leonard Spigelgass − Mystery Street
- Sy Gomberg − When Willie Comes Marching Home

### Najlepszy Scenariusz Adaptowany
- Joseph L. Mankiewicz − Wszystko o Ewie
- Ben Maddow i John Huston − Asfaltowa dżungla
- Albert Mannheimer − Urodzeni wczoraj
- Albert Maltz − Złamana strzała[1]
- Frances Goodrich i Albert Hackett − Ojciec panny młodej

### Najlepsze Zdjęcia

#### Film Czarno-Biały
- Robert Krasker − Trzeci człowiek
- Milton R. Krasner − Wszystko o Ewie
- Harold Rosson − Asfaltowa dżungla
- Victor Milner − The Furies
- John F. Seitz − Bulwar Zachodzącego Słońca

#### Film Kolorowy
- Robert Surtees − Kopalnie króla Salomona
- Charles Rosher − Rekord Annie
- Ernest Palmer − Złamana strzała
- Ernest Haller − Płomień i strzała
- George Barnes − Samson i Dalila

### Najlepsza Scenografia i Dekoracja Wnętrz

#### Film Czarno-Biały
- Hans Dreier, John Meehan, Sam Comer i Ray Moyer − Bulwar Zachodzącego Słońca
- Lyle Wheeler, George W. Davis, Thomas Little i Walter M. Scott − Wszystko o Ewie
- Cedric Gibbons, Hans Peters, Edwin B. Willis i Hugh Hunt − The Red Danube

#### Film Kolorowy
- Hans Dreier, Walter Tyler, Sam Comer i Ray Moyer − Samson i Dalila
- Cedric Gibbons, Paul Groesse, Edwin B. Willis i Richard A. Pefferle − Rekord Annie
- Ernst Fegte i George Sawley − Kierunek Księżyc

### Najlepszy Dźwięk
- 20th Century-Fox Studio Sound Department, reżyser dźwięku: Thomas T. Moulton − Wszystko o Ewie
- Walt Disney Studio Sound Department, reżyser dźwięku: C.O. Slyfield − Kopciuszek
- Universal-International Studio Sound Department, reżyser dźwięku: Leslie I. Carey − Louisa
- Samuel Goldwyn Studio Sound Department, reżyser dźwięku: Gordon Sawyer − Our Very Own
- Pinewood Studio Sound Department, reżyser dźwięku: Cyril Crowhurst − Trio

### Najlepsza Piosenka
- „Mona Lisa” − Captain Carey, U.S.A. − muzyka i słowa: Ray Evans i Jay Livingston
- „Be My Love” − The Toast of New Orleans − muzyka: Nicholas Brodszky, słowa: Sammy Cahn
- „Bibbidi-Bobbidi-Boo” − Kopciuszek − muzyka i słowa: Mack David, Al Hoffman i Jerry Livingston
- „Mule Train” − Singing Guns − muzyka i słowa: Fred Glickman, Hy Heath i Johnny Lange
- „Wilhelmina” − Wabash Avenue − muzyka: Josef Myrow, słowa: Mack Gordon

### Najlepsza Muzyka

#### Dramat
- Franz Waxman − Bulwar Zachodzącego Słońca
- Alfred Newman − Wszystko o Ewie
- Max Steiner − Płomień i strzała
- George Duning − No Sad Songs for Me
- Victor Young − Samson i Dalila

#### Musical
- Adolph Deutsch i Roger Edens − Rekord Annie
- Oliver Wallace i Paul J. Smith − Kopciuszek
- Lionel Newman − I’ll Get By
- André Previn − Trzy krótkie słowa
- Ray Heindorf − The West Point Story

### Najlepszy Montaż
- Ralph E. Winters i Conrad A. Nervig − Kopalnie króla Salomona
- Barbara McLean − Wszystko o Ewie
- James E. Newcom − Rekord Annie
- Arthur P. Schmidt i Doane Harrison − Bulwar Zachodzącego Słońca
- Oswald Hafenrichter − Trzeci człowiek

### Najlepsze Kostiumy

#### Film Czarno-Biały
- Edith Head i Charles LeMaire − Wszystko o Ewie
- Jean Louis − Urodzeni wczoraj
- Walter Plunkett − The Magnificent Yankee

#### Film Kolorowy
- Edith Head, Dorothy Jeakins, Eloise Jensson, Gile Steele i Gwen Wakeling − Samson i Dalila
- Michael Whittaker − Czarna róża
- Walter Plunkett, Valles − That Forsyte Woman

### Najlepsze Efekty Specjalne
- George Pal Productions − Kierunek Księżyc
- Cecil B. DeMille Productions − Samson i Dalila

### Najlepszy Krótkometrażowy Film Animowany
- Stephen Bosustow − Gerald McBoing-Boing (z serii Jolly Frolics)
- Fred Quimby − Kuzynka Jerry’ego (z serii Tom i Jerry)
- Stephen Bosustow − Trouble Indemnity (z serii Mr. Magoo)

### Najlepszy Krótkometrażowy Film na Jednej Rolce
- Gordon Hollingshead − Grandad of Races
- Robert Youngson − Blaze Busters
- Pete Smith − Wrong Way Butch

### Najlepszy Krótkometrażowy Film na Dwóch Rolkach
- Walt Disney − In Beaver Valley
- Falcon Films − Grandma Moses
- Gordon Hollingshead − My Country 'Tis of Thee

### Najlepszy Krótkometrażowy Film Dokumentalny
- Edmund Reek − Why Korea?
- Guy Glover − The Fight: Science against Cancer
- Film Documents Inc. − The Stairs

### Najlepszy Pełnometrażowy Film Dokumentalny
- Robert Snyder − The Titan: Story of Michelangelo
- Jack Arnold i Lee Goodman − With These Hands

### Najlepszy Film Nieanglojęzyczny
- Mury Malapagi –  Francja i  Włochy

### Oscary Honorowe i Specjalne
- Louis B. Mayer – za wybitne osiągnięcia jako producent
- George Murphy – za krytykę filmową i propagowanie sztuki filmowej

### Nagroda im. Irvinga G. Thalberga
- Darryl F. Zanuck

### Nagrody Naukowe i Techniczne

#### Klasa II
- James B. Gordon i 20th Century Fox Studio Camera Department − for the design and development of a multiple image film viewer. [Laboratory]
- John Paul Livadary, Floyd Campbell, L. W. Russell i Columbia Studio Sound Department − for the development of a multi-track magnetic re-recording system. [Sound]
- Loren L. Ryder i Paramount Studio Sound Department − for the first studio-wide application of magnetic sound recording to motion picture production. [Sound]